# 沙隆的吉爾貝
沙隆的吉尔贝（法語：Gilbert de Chalon，？—956年），952年至956年担任勃艮第公爵，拥有沙隆、欧坦、特鲁瓦、阿瓦隆和第戎等地的伯爵头衔。

## 生平
吉尔贝的妻子是勃艮第公爵欧坦的理查的女儿。理查的长子拉乌尔在成为西法兰克国王后将勃艮第公爵之位授予弟弟黑于格。936年，拉乌尔去世。黑于格想要成为西法兰克国王，但是巴黎伯爵大于格迎回加洛林王朝的小路易成为西法兰克国王。黑于格拒绝承认小路易，于是大于格率军讨伐黑于格，攻占了欧塞尔和桑斯，勃艮第公國被大于格與黑于格分治。
952年，黑于格去世后没有子女，吉尔贝继承勃艮第公爵之位，但是并没有得到西法兰克国王和大于格的承认。为了保住公国，吉尔贝承认了大于格的宗主权，并将自己的长女柳特加尔德嫁给了大于格的儿子巴黎的奥东。这使得勃艮第公爵之位转到罗伯特王朝手中。吉尔贝的次女阿德莱嫁给了加洛林王朝的埃贝尔二世之子罗贝尔。罗贝尔从父亲那里继承了莫城，从吉尔贝那里继承了特鲁瓦，形成了香槟伯国的基础。